# He Zehui
Profesora He Zehui o Ho Zah-wei (en chino, 何泽慧) (Suzhou, 5 de marzo de 1914 - Pekín, 20 de junio de 2011) fue una física nuclear china. Trabajó en Alemania durante la Segunda Guerra Mundial y en Francia después de la guerra. A partir de 1948 trabajó para desarrollar y explotar la física nuclear en China.

## Reseña biográfica

### Nacimiento e infancia
He Zehui nació en Suzhou en 1914. Asistió a la Suzhou No.10 Middle School donde ella estaba interesada en una variedad de temas y estaba en el equipo de voleibol. La Universidad de Tsinghua en Beijing la graduó en 1936 con una licenciatura en física. A continuación, pasó a estudiar en la Universidad Técnica de Berlín. Desafió el prejuicio sobre el género femenino, donde fue la mejor estudiante de su clase, superando también a su futuro esposo Qian Sanqiang.

## Carrera
Fue enviada a Alemania, porque los alemanes estaban interesados en alta tecnología municiones. Obtuvo un doctorado en Ingeniería en 1940 con su tesis que trataba de una nueva forma de medir la velocidad de las balas de alta velocidad. Estudió física nuclear durante varios años en Alemania trabajando para Siemens antes de unirse al Instituto Kaiser Wilhelm (ahora el Instituto Max Planck para la Investigación Médica) en Heidelberg en 1943. Friedrich Paschen que había sido su propietario en Alemania, y más tarde un padre adoptivo , le presentó a Walther Bothe, que acababa de construir el primer ciclotrón alemán. Con la ayuda de Bothe estudió partículas radiactivas y rayos cósmicos, y trabajó en la tecnología de cámara de niebla de Heinz Maier-Leibnitz.

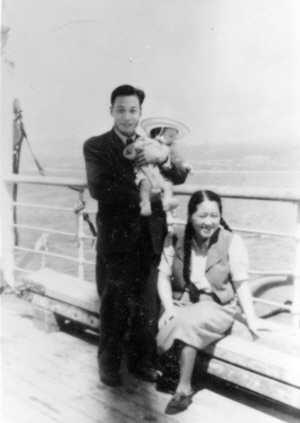
Qian Sanqiang, su hija, y He Zehui a su regreso a China en 1948

Su trabajo fue publicado en la revista científica Journal Nature, (1945 Nature, Vol. 156 p 543) después de que se presentó un documento en Bristol sobre su trabajo con Maier-Leibnitz y Bothe que incluía la primera imagen de una de positrones de dispersión de electrones. Después de la Segunda Guerra Mundial, ella y su marido, Qian Sanqiang, se puso a trabajar en París en el Instituto Marie Curie en 1946. Estudió y confirmó el fenómeno de la fisión nuclear y la pareja volvió a China en 1948.
Cuando regresaron a China fue contratada en la Academia Nacional de Investigación de Pekín como única investigadora del Instituto de Investigación Nuclear. Ella y su esposo decidieron quedarse después de que los comunistas tomaron el poder en China, y a pesar de sus relaciones exteriores, se le dio a su esposo la autoridad para gastar grandes sumas de dinero en el extranjero en el equipo científico. En 1955 se le pidió a su marido desarrollar una bomba atómica por el Gobierno chino. Al año siguiente Zehui ganó el tercer lugar del Premio de Ciencias otorgado por la Academia China de Ciencias para el trabajo en la creación de emulsiones nucleares.

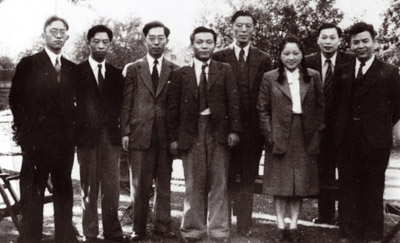
Sanqiang y He Zehui, segundo y tercera desde la derecha. Julio de 1946.

## Premios y honores
A lo largo de su vida, continuó trabajando en física de altas energías. Fue elegida miembro de la Academia China de Ciencias en 1980. Se convirtió en una figura icónica en China. Los laboratorios de ciencias en su antigua escuela son nombrados en su honor.

## Vida personal
Su esposo falleció en 1992. Tuvieron tres hijos, dos niñas y un niño. He Zehui falleció en Beijing en 2011, a la edad de 97 años.